# Hugo Hünerfürst

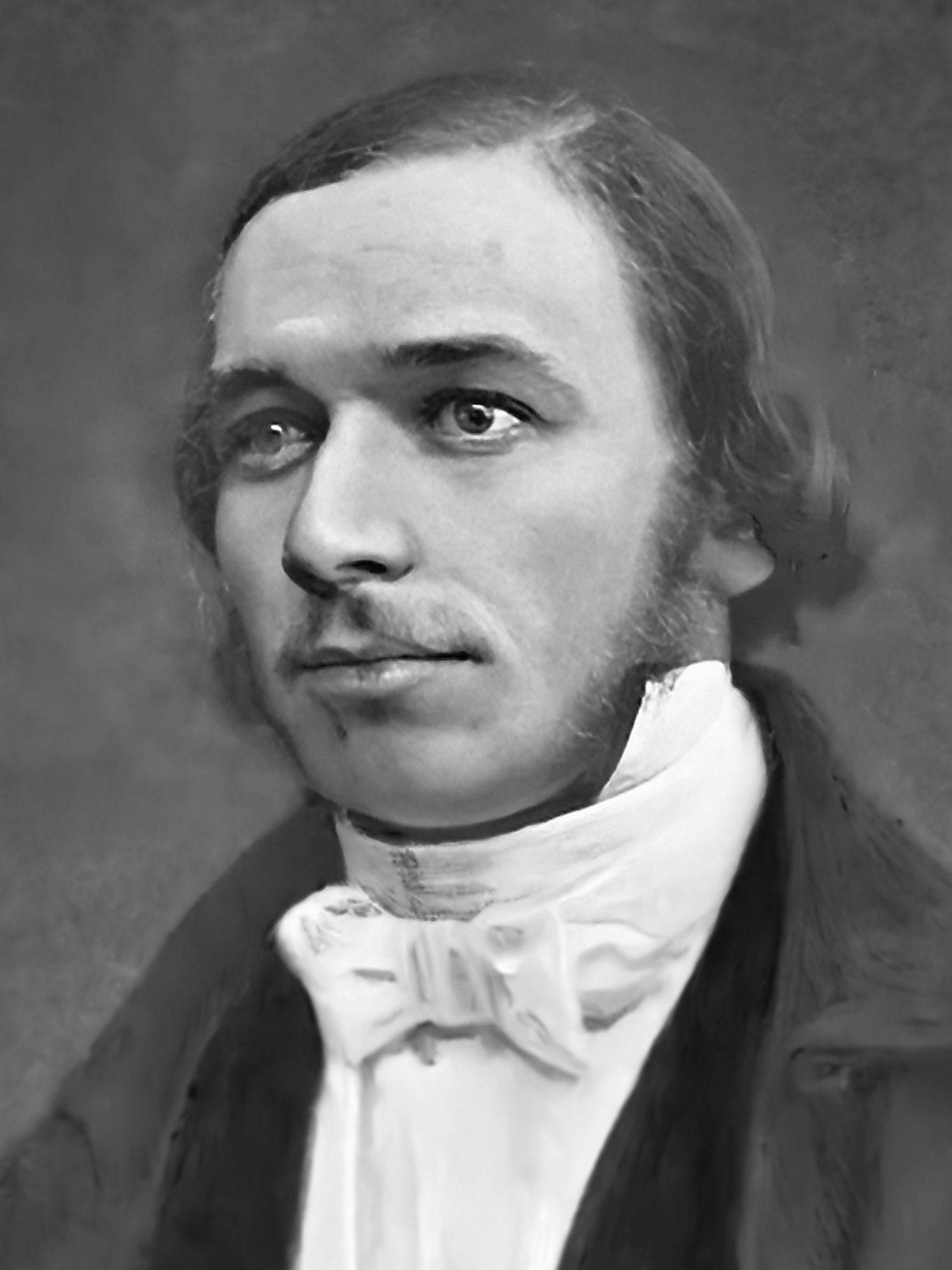
Hugo Raban Hünerfürst (1862)

Hugo Raban Hünerfürst (* 22. Februar 1827 in Reichenbach im Vogtland; † 17. April 1867 in Dresden) war ein deutscher Komponist, Geiger, Dirigent und Kapellmeister. Als Musikdirektor erlangte er vor allem in Dresden und Rostock große Popularität; in Dresden wurde er als „energischer Erneuerer des Konzertlebens“ bezeichnet. Für weitere Bekanntheit sorgten unter anderem seine Freundschaft zum Walzerkönig Johann Strauss (1825–1899) sowie verschiedene Veröffentlichungen einer Anekdote um den Komponisten Richard Wagner (1813–1883), der ihn 1863 als „Fürst der Hühner“ bezeichnete.

## Leben

### Dresdner Jahre

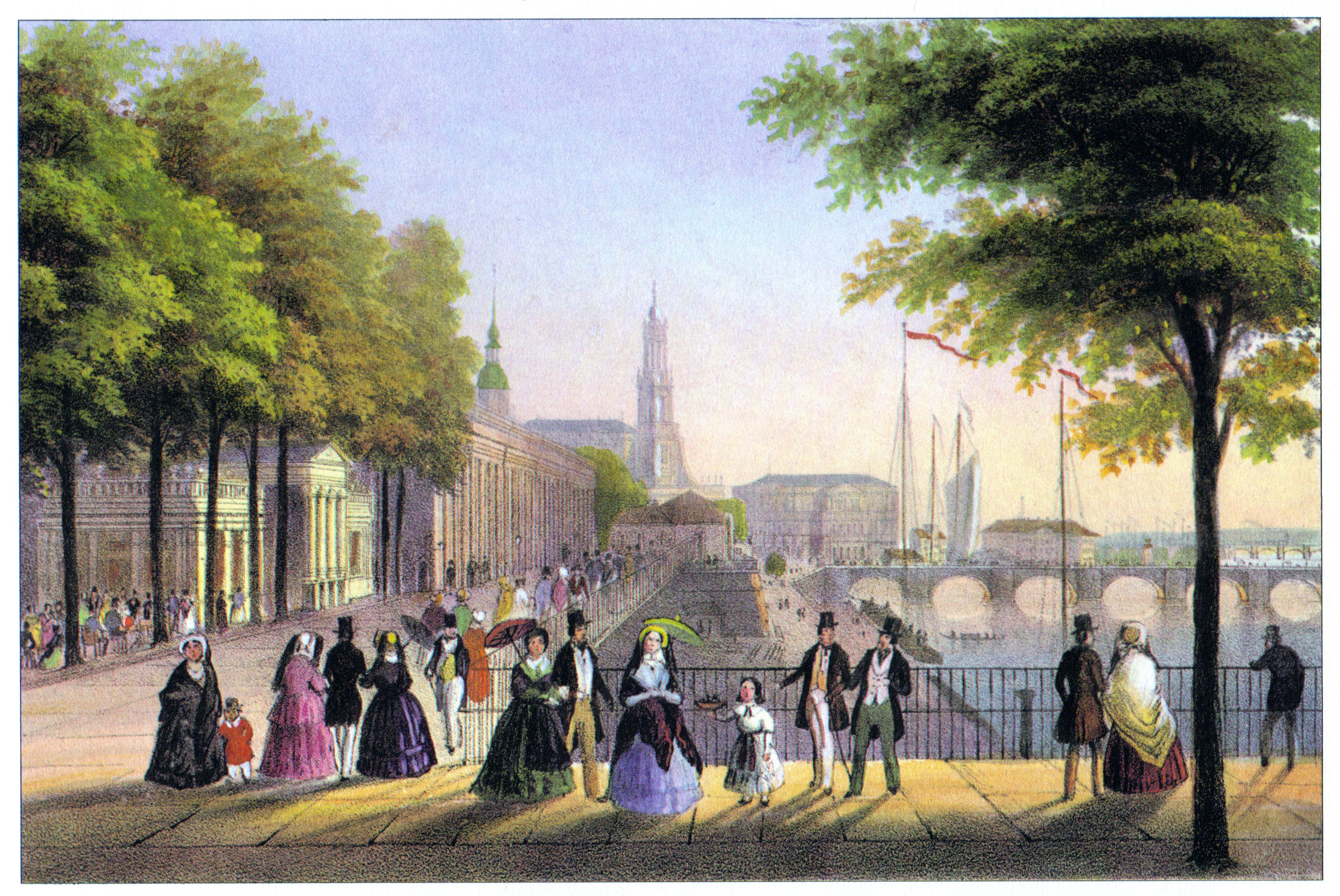
Brühlsche Terrasse in Dresden um 1855

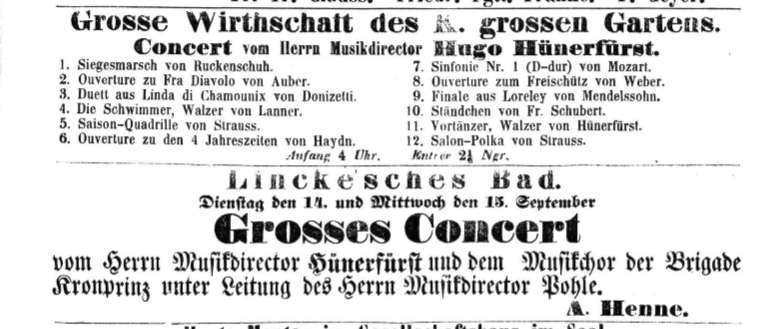
Anzeigen im Dresdner Anzeiger vom 13. September 1858, in denen für Konzerte mit Hugo Hünerfürst im Großen Garten und im Lincke’schen Bad geworben wird

Hünerfürst wurde 1827 im vogtländischen Reichenbach als drittes Kind des Kantors August Willhelm Hünerfürst (1794–1879) und dessen Frau Johanne Rosine, geb. Pabst, geboren. Der aus Neukirchen bei Borna stammende Vater hatte von 1812 bis 1818 in Leipzig Theologie und Musik studiert und war zwischenzeitlich auch als Violinist am Leipziger Gewandhaus tätig. Auf diese Weise musikalisch geprägt, wurde Hugo Hünerfürst am 2. April 1843 als einer der ersten Schüler des von Felix Mendelssohn Bartholdy (1809–1847) gegründeten Leipziger Konservatoriums aufgenommen. Um 1848 war er Dirigent der „Gungl’schen Kapelle“. Die ursprünglich von dem österreichischen Kapellmeister Josef Gung’l (1809–1889) gegründete Kapelle konzertierte einmal wöchentlich im Berliner Kemper-Hof. Um 1851 führte Hünerfürst ein eigenes Privatorchester, das zu den fünf bedeutendsten der Stadt Berlin gehörte, die sich am 24. Februar 1851 anlässlich einer Benefizvorstellung zugunsten der durch einen schlimmen Brand geschädigten Kroll’schen Kapelle zu einem Instrumentalorchester vereinigten und das örtliche Publikum mit einer „großartigen“ Massenwirkung begeisterten.
In Dresden wirkte er ab 1851 als Musikdirektor des zur Zivilkapelle umgestalteten Musikkorps der Dresdner Kommunalgarde und überraschte als junger Musiker die lokale Musikwelt mit anspruchsvollen Veranstaltungen, die neben Tanz- und Unterhaltungsmusik auch Sinfoniekonzerte und Soirées musicales umfassten. Er schrieb in jener Zeit zahlreiche Kompositionen, die, eigentlich für sein eigenes Musikkorps gedacht, auch bald von anderen Kapellen in ihr Programm übernommen wurden. Seine Musiker waren gut ausgebildet, und gegenüber dem Publikum ließ er Strenge walten, indem er zum Beispiel die Konzerte bei zu starker Geräuschkulisse einfach unterbrach. Außerdem leitete er auf der Brühlschen Terrasse und im Lincke’schen Bad stattfindende Freiluftkonzerte, die sich großer Popularität erfreuten.
Auch Hünerfürst selbst erfreute sich in Dresden großer Beliebtheit und überzeugte das Publikum nicht nur als Dirigent, sondern auch als Geiger. Er galt auf der Violine und der Viola als „trefflicher Solist“ und man lobte sein hervorragendes Tongedächtnis, auch weil er zum Teil ohne Noten dirigierte. Die Spielstätten seiner Auftritte waren zum Teil so überfüllt, dass „Hunderte kein Unterkommen finden konnten“. Im Lincke’schen Bad, wo sich auch ein großer Konzertsaal befand und Hünerfürst eine Konzession als Dirigent besaß, fungierte er als „Zugstück“. So berichtete unter anderem das Morgenblatt für gebildete Leser in seiner Ausgabe vom 11. Juni 1854:
„Hugo Hühnerfürst ist der Strauß des Tages; wo er spielte[,] wird der Eintrittspreis um ein weniges erhöht und seine Verehrerinnen lesen genau im Tagblatte nach, wo sie ihn heute hören und wo nicht hören können. Sie ziehen ihm nach und finden in dieser Treue zugleich den Wechsel.“
Verehrt wurde er aber auch, weil sich mit ihm eine deutlich gehobenere Qualität der Konzerte in den Restaurants und anderen öffentlichen Veranstaltungsorten der Stadt durchsetzte. Auf die Erhöhung der Eintrittspreise drängte er selbst, um den Stellenwert seiner Musiker zu erhöhen. Den seinerzeit durchaus üblichen allzu ausnutzenden bis gnadenlosen Geschäftspraktiken der lokalen Wirte gegenüber den Musikern, die mitunter mit „weißer Sklaverei“ verglichen wurden, wirkte Hünerfürst entschieden entgegen.
Konzerte gab er aber auch außerhalb der Stadt Dresden, so etwa im August 1853, als er mit 27 Mitgliedern seines Orchesters in Prag auf der Sophieninsel und in Hraba’s Garten gastierte.

### Freundschaft mit Johann Strauss (Sohn)

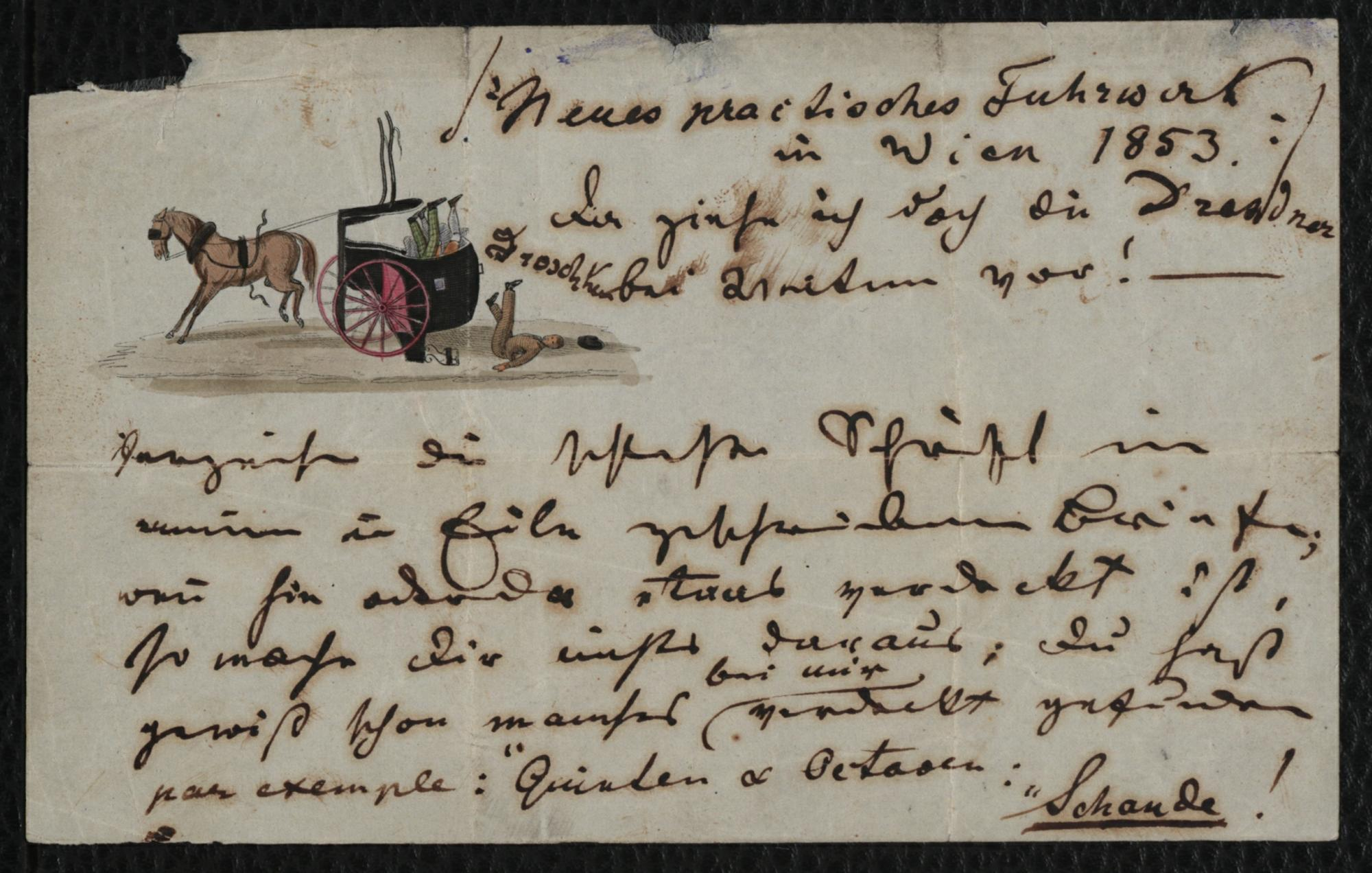
Johann Strauss: Ansichtskarte an Hugo Hünerfürst (1853)

1852 schloss Hugo Hünerfürst Freundschaft mit dem später unter anderem als „Walzerkönig“ bekannt gewordenen Kapellmeister und Komponisten Johann Strauss (Sohn) (1825–1899). Als dieser sich in jenem Jahr anlässlich einer Konzertreise in Dresden aufhielt, führte ihn Hünerfürst in seinen Freundeskreis ein. Der Strauss-Forscher Franz Mailer behauptet, die Zehner-Polka, die am 24. November 1852 im Wiener Tanzlokal Zum Sperl erstmals aufgeführt wurde, sei diesem gewidmet. Auf dem Titelblatt des auch im Druck erschienenen Werkes steht zwar als Widmung: „Zehner-Polka, komponiert zu Ehren einer Gesellschaft von 10 Leuten in Dresden, und ihnen in Freundschaft gewidmet“, gleichwohl ist die Ansicht Mailers, es handele sich um den Freundeskreis um Hünerfürst, inzwischen widerlegt.
Strauss (Sohn) übertrug allerdings „seinem Freund“ Hugo Hünerfürst die Ausführung der Instrumentation seiner Annen-Polka op. 117, da er mit den Ergebnissen bisher nicht zufrieden war. Hünerfürst schuf eine sehr zarte und durchsichtige Instrumentation dieser Polka, für die sich Strauss überschwänglich bedankte. Hünerfürsts Partitur der Annen-Polka wurde von diesem nach Wien gesandt und Strauss’ Verleger Carl Haslinger publizierte sie unter dem Namen von Strauss (Sohn) und gab darauf basierend zahlreiche Arrangements heraus.
Hünerfürst komponierte im Folgejahr seinen Walzer „Souvenir de Strauss à Dresde“, in dem er sich durch Strauss-Walzer-Melodien inspirieren ließ.
Der 27-jährige Strauss selbst bezeichnete die Aufenthalte in Dresden und die Freundschaft mit Hünerfürst als die „glücklichste Zeit meines Lebens“.
Diese Männer- und Musikerfreundschaft hielt auch später noch; so standen Johann Strauss und Hugo Hünerfürst anschließend weiter in Briefkontakt. In der Wiener Wienbibliothek ist bis heute eine Ansichtskarte erhalten geblieben, die Strauss 1853 an Hünerfürst geschickt hatte und in der er scherzend die in Wien damals unbeliebten Droschken des Fuhrunternehmens „Phönix“ aufs Korn nimmt. In einem anderen Brief an Hünerfürst berichtete Strauss aus Pawlowsk bei St. Petersburg, wo er von 1856 bis 1865 jeden Sommer Gastspiele gab: „Nun muß ich zu meiner poetischen Liebe eilen“, womit die russische Komponistin Olga Wassiljewna Smirnitskaja (1813–1920) gemeint war. Im Januar 1857 meldeten die Dresdner Nachrichten, dass Strauss Hünerfürst beauftragt hatte, Musiker für die nächste Sommersaison nach Sankt Petersburg zu engagieren.

### Wechsel nach Rostock

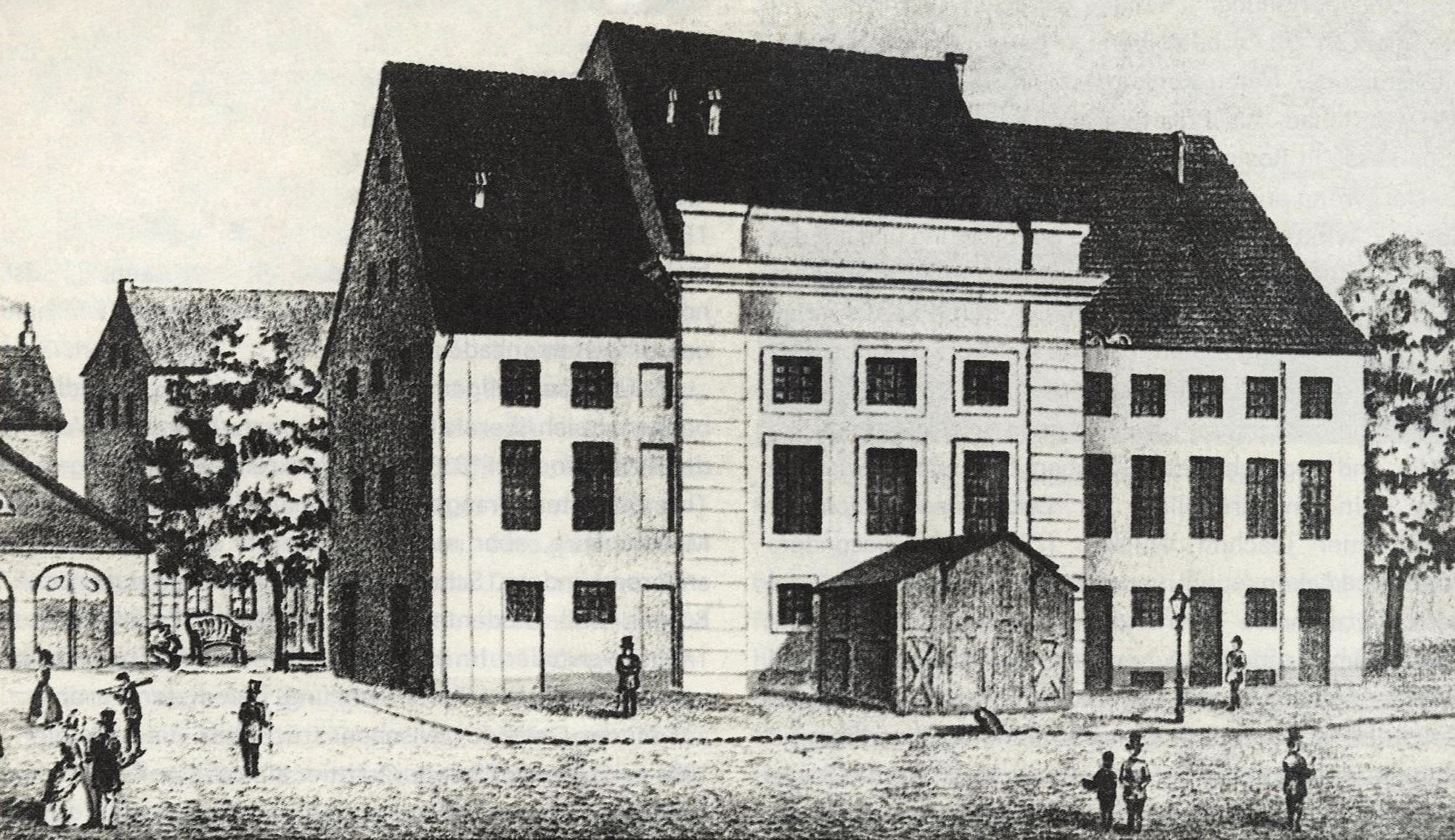
Das 1880 abgebrannte Rostocker Stadttheater

1858 galt Hugo Hünerfürst als designierter Kandidat für die neu zu besetzende Stelle des Musikdirektors in Gera. Wohl auf Empfehlung des Dresdner Kreuzkantors Julius Otto (1804–1877) ging Hünerfürst in jenem Jahr aber nach Rostock, wo er ab sofort als Stadtmusikdirektor wirkte. Zuvor hatte er sich gegen zwölf weitere Bewerber durchsetzen müssen und war am 4. Oktober 1858 vom Rat der Stadt gewählt worden.
In Dresden bedauerte man Hünerfürsts bevorstehenden Wechsel nach Rostock zutiefst. Der renommierte Dresdner Musikkritiker Heinrich Mannstein (1806–1872) befürchtete gar „einen sofortigen Rückschritt und darauffolgenden Verfall der hiesigen Konzertmusik“. Eines der letzten Konzerte von Hugo Hünerfürst in Dresden fand am 15. Oktober 1858 im Hotel de Saxe statt, wo er unter anderem gemeinsam mit der Pianistin Marie Wieck (1832–1916, Halbschwester von Clara Schumann) und dem polnischen Violinisten Henryk Wieniawski (1835–1880) auftrat. Sein Abschiedskonzert gab er wenige Tage später am 26. Oktober 1858 im „brechend vollen“ Lincke’schen Bad. Hünerfürsts Musikkorps in Dresden wurde anschließend von Hermann Mannsfeldt (1833–1892) übernommen.
Ab dem 29. Dezember 1858 wurde Hünerfürst in Rostock offiziell als städtischer Musikdirektor bestallt. Große Wertschätzung erfuhr er auch an der mecklenburgischen Küste. Als 1861 in Rostock die „II. Mecklenburgischen Musikfestspiele“ stattfanden, fungierte Hünerfürst neben dem Schweriner Hofkapellmeister Georg Alois Schmitt (1827–1902) als Festspieldirigent. Außerdem war er in seiner Funktion als Rostocker Stadtmusikdirektor Mitglied im aus sieben Personen bestehenden Vorstand des die Festspiele organisierenden Vereins. Ab 1862 war er zudem Direktor des Rostocker Stadttheaters.

### „Fürst der Hühner“

Der Tenor Josef Tichatschek (1863)

Dass Hünerfürsts Name mitunter für Belustigung sorgte, war ihm bewusst und er nahm es mit Humor. Schon der Komponist Hans von Bülow (1830–1894), der unter anderem im August 1854 in Dresden weilte, nannte ihn in einem Brief an den Komponisten Alexander Ritter (1833–1896) „Prince des Poulets“ (deutsch: Fürst der Hühner) sowie in einem Brief vom 13. Dezember 1857 an den Komponisten Felix Draeseke (1835–1913) mit wohlwollendem Hintergrund „le prince des poules“. So fand auch der berühmte Komponist Richard Wagner (1813–1883) Freude daran. Als im kleinen und finanziell nicht gerade üppig ausgestatteten Rostocker Stadttheater 1863 Wagners Oper Lohengrin aufgeführt werden sollte, ließ Hünerfürst über den mit ihm befreundeten bekannten Tenor Josef Tichatschek (1807–1886) um eine Minderung der Aufführungsgebühren bitten. Tichatschek, der in Rostock ein Gastspiel absolvieren und zudem die Titelpartie übernehmen sollte, schrieb Wagner unter anderem, dass nur sein Gastspiel die Aufführung der Oper in Rostock erst ermöglichen würde. Der in Budapest weilende und offenbar aufgrund einer tags zuvor erfolgreichen Aufführung am Pester Nationaltheater bestens gelaunte Wagner bewilligte dies schließlich mit dem etwas derben humoristischen Vers:
Dem Fürst der Hühner und der Hähne,

dem Ritter edler Singe-Schwäne,

geb’ ich als Rohstoff Lohengrin

zur Aufführung in Rostock hin.

Nicht grad’ verwöhnt mit Honorar,

ein armer Teufel immerdar,

zu Deutschlands Ehr’ sei’s mir gezahlt,

was auf der Leinwand nicht vermalt.

Ich thu’s für meinen Tichatschek;

darum die Pflöck zurück ich steck:

sonst sagt’ ich, weil’s grad’ hier geschäh’,

wohl ‚Bassama teremtete‘.

(Pest, 24. Jul. 63)
Einer weiteren Anekdote nach war Hünerfürst allerdings einige Jahre zuvor in lustiger Runde bereits von Tichatschek selbst als „Fürst der Hühner“ bezeichnet worden und hatte darauf lachend geantwortet: „Wer einen Namen wie den meinigen trägt, muss auf Späße gefasst sein. Es kommt nur darauf an, wer sie macht. Von einem Joseph Tichatschek lässt man sich’s gern gefallen.“
Tichatschek trat bei diesem Gastspiel in Rostock letztlich nicht nur im Lohengrin auf. Auftritte hatte er auch in Aufführungen wie Ferdinand Hérolds (1791–1833) Oper Zampa und in der Oper La Juive von Fromental Halévy (1799–1862). Ein weiterer namhafter Gast war in Rostock 1864 außerdem die berühmte Pianistin Clara Schumann (1819–1896), die im Rahmen von Hünerfürsts erstem Abonnement-Konzert mitwirkte.

### Tod

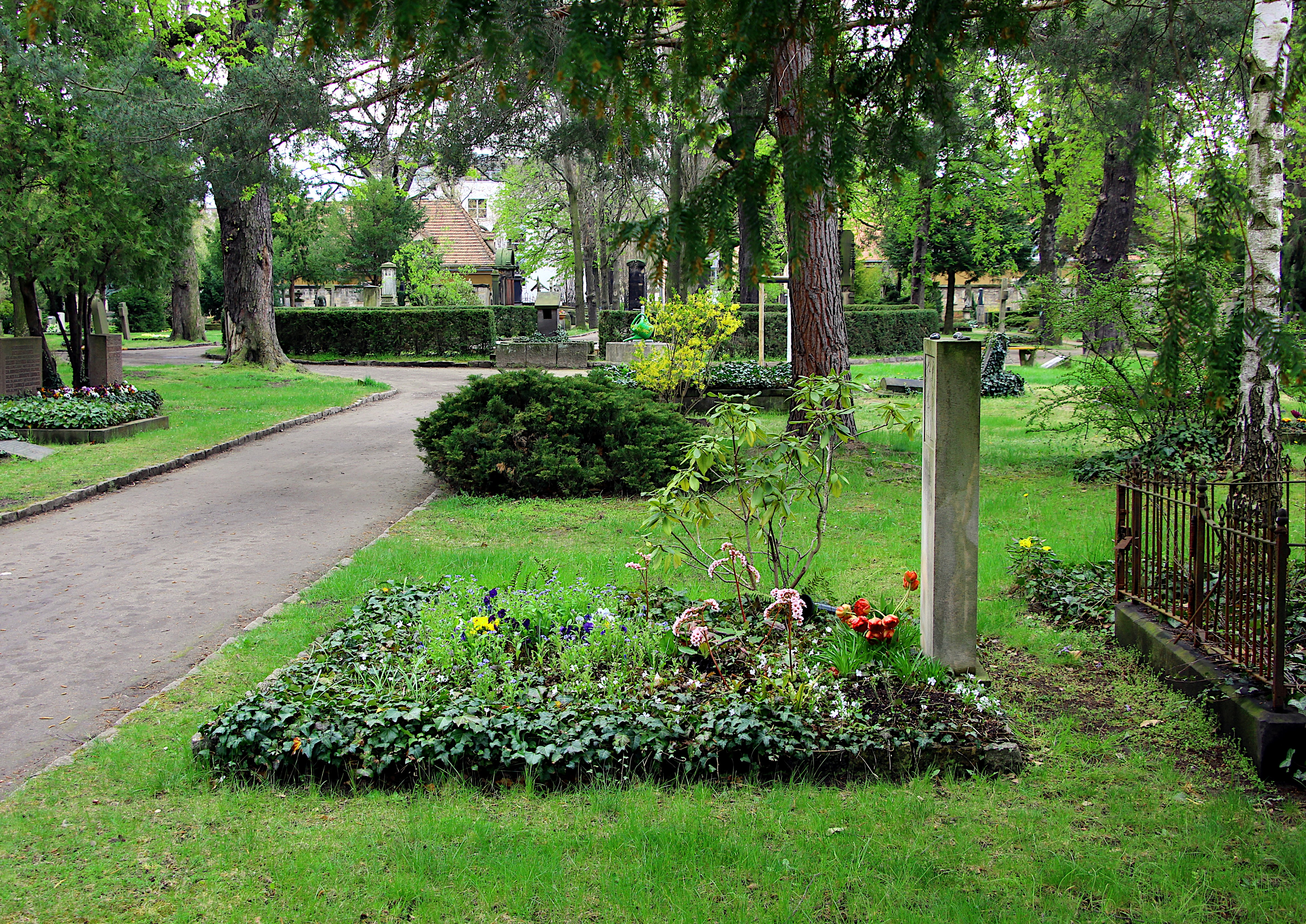
Grabstelle Hugo Hünerfürsts auf dem Dresdner Trinitatisfriedhof (2021)

Gesundheitsbedingt musste Hugo Hünerfürst seine Ämter in Rostock schließlich aufgeben und am 6. Juni 1866 um seine Entlassung nachsuchen. Zuvor schon längere Zeit kränklich, wurde er am Ende meist nur noch durch den aus Potsdam stammenden Violinisten Adolph Fiering vertreten, sodass sich das Rostocker Orchester bald in einem schlechten Zustand präsentierte, gar als „verwildert“ galt. Hünerfürst kehrte im Folgejahr samt Familie nach Dresden zurück, wo er nur drei Tage nach seiner Ankunft am 17. April 1867 im Alter von nur vierzig Jahren an einem Gehirnschlag verstarb.
Beerdigt wurde der hier nicht vergessene und immer noch sehr beliebte Musiker unter großer Anteilnahme der Dresdner Einwohner weitere drei Tage später auf dem Trinitatisfriedhof in Dresden-Johannstadt. Der am Wohnhaus Hünerfürsts in der Mathildenstraße 7 beginnende Trauerzug wurde von seinem ehemaligen Musikkorps begleitet, das inzwischen vom städtischen Musikdirektor Moritz Erdmann Puffholdt (1827–1890) geleitet wurde und unter anderem Beethovens Trauermarsch spielte. Auf und am Friedhof warteten mehrere hundert Trauernde. Die Grabrede hielt Pastor Fischer.
Seine Witwe Julie Friederike Hünerfürst (1817–1884), geb. Sommer, die in erster Ehe mit dem Dresdner Weinhändler, Gastwirt und Mäzen Johann Gottfried Dauch (1816–1854) verheiratet gewesen war, wohnte später mit ihren aus erster Ehe stammenden Kindern mehrere Jahre in der Falkenstraße 4 der Dresdner Seevorstadt – eine Adresse, die auch mit dem renommierten Schriftsteller Karl May (1842–1912) in Verbindung gebracht wird. (Siehe auch: Hugo Hünerfürst in der Literatur.) Auch wenn sein Grabstein schon vor langer Zeit verschwand, ist die Grabstelle noch heute in der Abteilung 1A des Trinitatisfriedhofs zu finden. Sie ist immer noch in Familienbesitz und auf ihr befindet sich inzwischen das Grabmal eines Nachfahren seiner Stieftochter Ida Dauch (1846–1918).

### Nachwirken
Hünerfürsts Kompositionen blieben nach seinem Wegzug aus Dresden Bestandteil im Programm seiner ehemaligen Kapelle. Seine Nachfolger als Leiter und Dirigenten der Kapelle konnten dessen Erfolg jedoch nie wiederholen. Bevor die Kapelle 1867 von Puffholdt übernommen wurde, war sie 1861 unter die Leitung des aus Jülich stammenden Karl Witting (1823–1907) gekommen, da Mannsfeldt, der anfangs heftige Kritik bekam, nach Chemnitz wechselte, um dort als Stadtmusikdirektor zu arbeiten. Witting übergab das Ensemble schon 1865 an seinen Konzertmeister H. Strauß. Puffholdt trat noch eine Zeitlang unter dem Namen Stadtmusikchor (ehemals Witting’sches Chor) auf. 1870 errichtete der Dresdner Gewerbeverein an der Ostra-Allee das Gewerbehaus, zu dem auch ein Konzertsaal gehörte, der unter Mitwirkung des Stadtmusikchores unter Puffholdt eröffnet wurde. Dieser wurde der Stammsitz der im Folgejahr gegründeten Gewerbehaus-Kapelle, der heutigen Dresdner Philharmonie. Erster Musikdirektor wurde hier der schon bekannte Hermann Mannsfeldt, der einen großen Teil der Puffholdtschen Kapelle abwarb. Moritz Erdmann Puffholdt löste 1873 aufgrund wirtschaftlicher Schwierigkeiten die Kapelle und seinen Vertrag als Stadtmusikdirektor auf.
Ähnliche Schwierigkeiten hatte man in Rostock nach Hünerfürsts Abgang: 1867 wurde Karl Müller-Berghaus (1829–1907) Stadtmusikdirektor, konnte sich dort aber nie richtig durchsetzen und trat schließlich zwei Jahre später Hermann Mannsfeldts Nachfolge als Stadtmusikdirektor in Chemnitz an. Ab 1872 gab es in Rostock dann keinen städtischen Musikdirektor mehr.

## Hugo Hünerfürst in der Literatur
Die kleine Anekdote um Richard Wagners 1863 verfassten Vers wurde bis in die Gegenwart hinein noch viele Male veröffentlicht. Eine der ersten Veröffentlichungen war ein Abdruck in der am 24. August 1863 erschienenen Ausgabe der Innsbrucker Nachrichten. Und auch im Juli 1907 wurde sie in der Abendausgabe des Leipziger Tageblatt anlässlich des 100. Geburtstages von Josef Tichatschek veröffentlicht.
Sein kurioser Nachname hatte es aber nicht nur Wagner und Tichatschek angetan. Bereits Ende 1858 brachte die Dresdner Firma J. B. Trautmann eine Neujahrskarte heraus, auf der ein auf einer Trommel stehender feister Haushahn abgebildet war, der ein Notenblatt mit dem Titel „Heimathklänge“ in der Kralle hielt. Ende der 1880er Jahre setzte ihm schließlich auch der Schriftsteller Karl May in seinem großen Fortsetzungsroman Der Weg zum Glück ein kleines literarisches Denkmal. Hier ließ er zwei seiner Protagonisten sich in einem kurzen Dialog über Hünerfürst und Musik unterhalten:

„‚[…] Nun aber jetzund. Das kannst mir nicht bestreiten. Das heißt: Ein Fizzlifazzlo von Hühnerwurst. Das ist doch so ein schnackischer Titel, daß man ihn gar nimmer für möglich halten sollt! Ein Fizzlifazzlo! Was ist das für ein Ding! Und von Hühnerwurst hab ich auch noch nie nicht was gehört!‘

‚Sprich es nur richtig aus, lieber Sepp! Es heißt: Ein Pizzicato von Hühnerfürst; Hühnerfürst ist nämlich ein Dresdener Componist. Und ein Pizzicato ist ein Stück, welches nicht mit dem Violinbogen gestrichen, sondern mit dem Finger geklimpert wird.‘

‚Wann zehnmal! Warum setzens diese fremden Worte her! Sie könnten doch drucken: Eine Klimperei anstatt ein Fizzlifazzli. […]‘“

Hünerfürst wird in John Brinckmans (1814–1870) Seefahrerroman Von anno Toback un dat oll Ihrgistern erwähnt. Da Brinckman den Roman in Niederdeutscher Sprache verfasste, wird er hier als Musikdirektor Hohnefürst bezeichnet. Ebenso erwähnt der Schauspieler Emil Thomas (1836–1904) in seinen 1895 erschienenen Lebenserinnerungen 40 Jahre Schauspieler. Erinnerungen aus meinem Leben einen Konzertbesuch auf der Brühlschen Terrasse, wo Hünerfürst „seine herrlichen Weisen erklingen ließ“.
Von Hugo Hünerfürst sind mehrere Fotografien und Daguerreotypien erhalten geblieben, die sich unter anderem in der Hermann-Krone-Sammlung der TU Dresden und im Dresdner Stadtmuseum befinden.

## Werke (Auswahl)
- Agathen-Polka; Polka; op. 1; 1851[62]
- Kemper-Hof-Polka; Polka; op. 2; 1851[62]
- Antipoden-Quadrille f. Orchester; Quadrille; op. 3.; 1851[63]
- Hoffnungsstrahlen (auch Hoffnungs-Leuchten); Walzer; Klavier; op. 5; 1852[64]
- Harmonie-Ball-Quadrille; Quadrille; Klavier; op. 6; 1852[1]
- Dresdner Gemüts-Polka; Polka; Klavier; op. 7; 1852[1]
- Die Heiterkeit selbst; Polka; op. 8; 1852[65]
- Erheiterer-Galopp; Galopp; Op. 9; 1852[65]
- Jeanetta-Polka; Polka; op. 10[65]
- Frohsinns-Grüsse; Walzer; Op. 14; 1852[65]
- Charivari-Polka; Polka; Op. 15; 1852[65]
- Die Sehnsüchtige; Polka; Klavier; op. 18; 1852[1]
- Die Lockenden; Walzer; Klavier; op. 19; 1852[1]
- Königs-Marsch; Marsch; Klavier; 1853[1]
- Triller-Galopp; Galopp; Klavier; op. 20; 1852[1]
- Sorgenfrei-Galopp; Galopp; Klavier; op. 21; 1852[1]
- Die Liebenswürdige; Polka; Klavier; op. 22; 1853[1]
- Souvenir à Lanner; Walzer; Klavier; op. 23; 1855[1]
- Schandauer Bad-Polka; Polka; Klavier; op. 24; 1853[1]
- Ludovica-Polka; Polka; Klavier; op. 25; 1853[1]
- Souvenir de Strauss à Dresde; Walzer; Klavier; op. 26; 1853[1]
- Tyrolienne; Instrumentalstück; Klavier; 1853 (zusammen mit Ernst Julius Otto)[1]
- Vorwärts-Marsch; Marsch[66]